# حسام الدين مصطفى
حسام الدين محمد مصطفى (5 مايو 1926 - 22 فبراير 2000) هو مخرج سينمائي مصري

## حياته
من مواليد حي السيدة زينب في القاهرة بتاريخ 5 مايو 1926 تخرج من المعهد العالي للسينما سنة 1950، ثم سافر إلى الولايات المتحدة لدراسة الإخراج على يد أكبر مخرجي هوليود في ذلك الوقت. ثم عاد إلى القاهرة سنة 1956. برع في أفلام الأكشن. وتوفي في منزله بالقاهرة إثر جلطة قلبية في 22 فبراير 2000م.

## أعماله

### إخراج

#### الأفلام
- 1956: كفاية يا عين
- 1957: حياة غانية
- 1958: هل أقتل زوجي
- 1958: إسماعيل يس للبيع
- 1959: بفكر في اللي ناسيني
- 1959: أنا بريئة
- 1959: الله أكبر
- 1960: وداعا يا حب
- 1960: نساء وذئاب
- 1960: رجال في العاصفة
- 1960: أبو الليل
- 1961: صراع في الجبل
- 1961: ست البنات
- 1962: بقايا عذراء
- 1962: أيام بلا حب
- 1962: الأشقياء الثلاثة
- 1963: شقاوة بنات
- 1963: سر الهاربة
- 1963: بطل للنهاية
- 1963: النظارة السوداء
- 1963: فتاة الميناء
- 1964: الطريق
- 1964: الشياطين الثلاثة
- 1964: أدهم الشرقاوي
- 1965: هارب من الأيام
- 1965: المغامرون الثلاثة
- 1966: شقاوة رجالة
- 1967: شاطئ المرح
- 1967: جريمة في الحي الهادئ
- 1967: بنت شقية
- 1967: السمان والخريف
- 1968: نساء بلا غد
- 1968: عالم مضحك جدا
- 1968: شنبو في المصيدة
- 1968: المساجين الثلاثة
- 1969: هي والشياطين
- 1969: الشجعان الثلاثة
- 1969: ابن الشيطان
- 1970: نهاية الشياطين
- 1970: لصوص على موعد
- 1970: الثعلب والحرباء
- 1970: الأشرار
- 1971: عصابة الشيطان
- 1971: امرأة ورجل
- 1972: ملوك الشر
- 1972: شياطين البحر
- 1972: الشيماء
- 1972: الخطافين
- 1973: مدرسة المشاغبين
- 1973: كلمة شرف
- 1973: ذات الوجهين
- 1973: الشياطين في إجازة
- 1973: الشحات
- 1973: البنات والمرسيدس
- 1974: قاع المدينة
- 1974: غابة من السيقان
- 1974: العمالقة
- 1974: الرصاصة لا تزال في جيبي
- 1974: البنات والحب
- 1974: الأخوة الأعداء
- 1974: الأبطال
- 1975: نساء ضائعات
- 1975: صراع الشياطين
- 1975: صابرين
- 1975: الضحايا
- 1976: حكمتك يارب
- 1976: توحيدة
- 1976: أنا لا عاقلة ولا مجنونة
- 1977: سونيا والمجنون
- 1977: الشياطين
- 1978: ومن الحب ما قتل
- 1980: الباطنية
- 1982: وكالة البلح
- 1983: درب الهوا
- 1984: عندما يبكي الرجال
- 1985: المدبح
- 1985: شهد الملكة
- 1986: السكاكيني
- 1986: الحرافيش
- 1987: سكة الندامة
- 1987: المشاغبات الثلاثة
- 1988: غرام الأفاعي
- 1988: طير في السما
- 1989: الظالم والمظلوم
- 1990: الملك لله
- 1990: العفاريت
- 1991: المشاغبات والكابتن
- 1992: جريمة في الأعماق
- 1992: الحب المر
- 1992: البلدوزر
- 1993: اللعبة القذرة
- 1994: الجاسوسة حكمت فهمي

#### المسلسلات
- 1979: إلا الدمعة الحزينة
- 1981: ومشيت طريق الأخطار
- 1981: سباق الثعالب
- 1982: وتوالت الأحداث عاصفة
- 1995: الفرسان
- 1996: الأبطال
- 1997: عصر الأئمة
- 1997: أبو حنيفة النعمان
- 1998: الحب قبل السيف
- 1998: الإمام ابن حزم
- 1999: نسر الشرق (ج1)
- 2000: نسر الشرق (ج2)

### تأليف
- 1956: كفاية يا عين (فيلم - سيناريو)
- 1962: الأشقياء الثلاثة (فيلم - قصة سيناريو وحوار)
- 1968: نساء بلا غد (فيلم - سيناريو)
- 1968: عالم مضحك جدا (فيلم - سيناريو وحوار)
- 1969: هي والشياطين (فيلم - قصة سيناريو وحوار)
- 1970: لصوص على موعد (فيلم - سيناريو)
- 1970: الثعلب والحرباء (فيلم - سيناريو وحوار)
- 1970: الأشرار (فيلم - سيناريو)
- 1974: غابة من السيقان (فيلم - سيناريو وحوار)
- 1974: الأخوة الأعداء (فيلم - سيناريو وحوار)
- 1975: نساء ضائعات (فيلم - سيناريو)
- 1975: صراع الشياطين (فيلم - سيناريو وحوار)
- 1981: ومشيت طريق الأخطار (مسلسل - سيناريو وحوار)
- 1981: سباق الثعالب (مسلسل - سيناريو وحوار)
- 1982: وتوالت الأحداث عاصفة (مسلسل - سيناريو وحوار)
- 1993: اللعبة القذرة (فيلم - سيناريو وحوار)

### تصوير
- 1980: الباطنية (مصور)
- 1982: وكالة البلح (مصور)
- 1984: عندما يبكي الرجال (مصور)
- 1985: المدبح (مصور)
- 1985: شهد الملكة (مصور)
- 1986: السكاكيني (مصور)
- 1986: الحرافيش (مصور)
- 1987: سكة الندامة (مصور)
- 1988: غرام الأفاعي (مصور)
- 1988: طير في السما (مصور)
- 1989: الظالم والمظلوم (مصور)
- 1990: الملك لله (مصور)
- 1990: العفاريت (مصور)
- 1991: المشاغبات والكابتن (مصور)
- 1993: اللعبة القذرة (مصور)

### إنتاج
- 1956: كفاية يا عين
- 1958: هل أقتل زوجي
- 1959: بفكر في اللي ناسيني
- 1961: ست البنات
- 1977: سونيا والمجنون
- 1983: درب الهوا
- 1984: عندما يبكي الرجال

### تمثيل
- 1963: سر الهاربة (راكب بالقطار)
- 1966: شقاوة رجالة (بشخصيته الحقيقية)
- 1968: شنبو في المصيدة (مدير التحرير)
- 1990: إسكندرية كمان وكمان (بشخصيته الحقيقية)

## روابط خارجية
- حسام الدين مصطفى على موقع IMDb (الإنجليزية)
- حسام الدين مصطفى على موقع الدهليز
- حسام الدين مصطفى على موقع قاعدة بيانات الأفلام العربية
- حسام الدين مصطفى على موقع قاعدة بيانات الفيلم (الإنجليزية)